# Blood Like Lemonade
Blood Like Lemonade – siódmy album studyjny brytyjskiej grupy triphopowej Morcheeba wydany 7 czerwca 2010. Po siedmiu latach przerwy, bracia Godfrey nagrali płytę razem z Skye Edwards.
Trasa promująca ten album odbyła się jesienią 2010.

## Lista utworów
1. „Crimson” – 5:10
2. „Even Though” – 4:18
3. „Blood Like Lemonade” – 4:51
4. „Mandala” – 2:39
5. „I Am the Spring” – 3:26
6. „Recipe for Disaster” – 5:19
7. „Easier Said Than Done” – 3:41
8. „Cut to the Bass” – 4:18
9. „Self-Made Man” – 5:09
10. „Beat of the Drum” – 6:09